# Marco Calonaci (1963)
Marco Calonaci (Firenze, 1º giugno 1963) è un allenatore di calcio ed ex calciatore italiano, di ruolo centrocampista.

## Carriera

Calonaci nel 1985

È cresciuto calcisticamente nelle giovanili della Ginestra Fiorentina e da lì è passato nelle file dell'Empoli, dove ha disputato nove stagioni (due in Serie A, tre in Serie B e quattro in Serie C1, con una breve parentesi alla Sampdoria in Serie B) prima di trasferirsi al Modena in Serie C1.
Ha esordito in Serie A con la maglia dell'Empoli in occasione del successo interno sull'Inter del 14 settembre 1986, primo incontro disputato nella storia dai toscani in massima serie.
In carriera ha totalizzato complessivamente 27 presenze in Serie A, con una rete all'attivo in occasione del pareggio interno dell'Empoli contro il Como del 27 marzo 1988, 97 presenze e 5 reti in Serie B e due promozioni in massima serie: con la Sampdoria nella stagione 1981-1982 e l'Empoli nella stagione 1985-1986. Una promozione anche in serie B con il Modena nel 1990, allenato dal toscano Renzo Ulivieri.
Dopo il ritiro allenerà il Castelfiorentino in Eccellenza Toscana, subentrando a metà campionato per poi essere esonerato a sua volta. Ha svolto anche l'attività di allenatore del settore giovanile della Ginestra Fiorentina.

## Palmarès

### Club

#### Competizioni nazionali
- Serie C1: 1

Empoli: 1982-1983